# Kozieniec (województwo mazowieckie)
Kozieniec – wieś w Polsce położona w województwie mazowieckim, w powiecie przysuskim, w gminie Potworów. Wieś ma status sołectwa.
| SIMC    | Nazwa     | Rodzaj    |
| ------- | --------- | --------- |
| 0632409 | Korczonek | część wsi |

W latach 1975–1998 miejscowość administracyjnie należała do województwa radomskiego.
Wierni Kościoła rzymskokatolickiego należą do parafii św. Doroty w Potworowie.